# Ryūhō (tàu sân bay Nhật)
  
Ryūhō (tiếng Nhật: 龍鳳, Long Phụng) là một tàu chiến của Hải quân Đế quốc Nhật Bản vốn khởi sự hoạt động như là tàu tiếp liệu tàu ngầm Taigei, và được rút khỏi hoạt động vào tháng 12 năm 1941 để được cải biến thành một tàu sân bay hạng nhẹ. Trong quá trình cải tạo tại Xưởng hải quân Yokosuka, chiếc Ryūhō gây ra sự chú ý vì là chiếc tàu chiến duy nhất bị hư hại trong trận ném bom Doolittle vào ngày 18 tháng 4 năm 1942. Nó bị ném trúng một trái bom duy nhất 227 kg (500 lb) trước mũi cùng nhiều quả bom cháy nhỏ.

## Lịch sử hoạt động
Vào ngày 30 tháng 11 năm 1942, công việc cải biến và sửa chữa được hoàn tất, và chiếc Ryūhō được phân về Hạm đội Đặc nhiệm 3 dưới quyền chỉ huy của Thuyền trưởng Soma Nobishiro. Trong nhiệm vụ đầu tiên được giao vào ngày 11 tháng 12, nó được gửi đến căn cứ hải quân lớn tại Truk dưới sự hộ tống của tàu khu trục Tokitsukaze. Lực lượng không quân phối thuộc của nó thường bao gồm 15 chiếc máy bay tiêm kích Mitsubishi A6M và 16 chiếc máy bay ném bom bổ nhào Aichi D3A, nhưng trong chuyến đi này nó chuyên chở 20 máy bay ném bom hạng nhẹ cùng các phi công và thành viên đội bay trong một nhiệm vụ vận chuyển.
Lúc 9 giờ 10 phút sáng ngày 12 tháng 12 năm 1942, Ryūhō trúng phải một ngư lôi bên mạn phải bắn ra từ chiếc tàu ngầm Mỹ USS Drum. Nó buộc phải quay lại Yokosuka để sửa chữa. Vào ngày 19 tháng 3 năm 1943 nó bắt đầu thực hiện một loạt các chuyến đi vận chuyển máy bay đến các đảo chiếm đóng tại Nam Thái Bình Dương mà không gặp sự cố gì. Ngày 11 tháng 6 năm 1943, Ryūhō cho lên tàu các phi đội của chiếc tàu sân bay Hiyō, vốn bị hư hại bởi một tàu ngầm Mỹ. Khi chiếc Hiyō hoàn tất việc sửa chữa vào tháng 8 năm 1943, các máy bay và đội bay này quay trở lại tàu sân bay của họ.
Vào tháng 10, Ryūhō thực hiện thêm một chuyến đi vận chuyển máy bay đến Singapore, rồi quay về Kure vào ngày 5 tháng 11 năm 1943. Vào ngày 25 tháng 11 năm 1943, nó khởi hành cùng với chiếc Hiyō và các tàu hộ tống trong một chuyến đi tuần tra và huấn luyện kéo dài đến Manila, rồi đến Singapore, sau đó lần lượt đến Tarakan, Palau, Truk, Saipan, và cuối cùng quay trở về Kure vào ngày 2 tháng 1 năm 1944.
Sau hai chuyến đi vận chuyển và huấn luyện khác giữa Nhật Bản và quần đảo Marianas một cách bình an, Ryūhō được gửi đến Tawi Tawi vào tháng 5 năm 1944 để gia nhập Hạm đội Liên Hợp. Tại đây, nó khởi hành cùng Hạm đội Liên Hợp tham gia trận chiến Biển Phillipines. Vào ngày 19 tháng 6, nó tung ra một đợt không kích nhắm vào Lực lượng Đặc nhiệm 58, nhưng không đánh trúng được cú nào; gần như tất cả các máy bay của Ryūhō đều bị bắn rơi bởi một số đông máy bay tiêm kích F6F Hellcat Mỹ và các khẩu pháo phòng không của Hạm Đội Mỹ. Lúc 18 giờ 10 phút ngày 20 tháng 6, như là một phần của "Lực lượng B" (cùng với Hiyō, Junyō, Nagato, Mogami và tám tàu khu trục), Ryūhō bị tấn công bởi bốn máy bay ném bom-ngư lôi TBF Avenger từ tàu sân bay USS Enterprise, trang bị bom 227 kg (500 lb). Nó chỉ bị hư hại nhẹ bởi những trái bom ném gần trúng đích.
Sau đó Ryūhō còn tham gia nhiều chuyến đi tuần tra và huấn luyện khác gần Nhật Bản. Vào ngày 25 tháng 10 năm 1944, cùng với chiếc Kaiyō, Ryūhō khởi hành từ Sasebo trong một chuyến đi vận chuyển máy bay khác đến Keelung, Đài Loan. Chúng được hộ tống bởi các tàu khu trục Momi, Ume và Momo. Chúng quay về Kure vào ngày 2 tháng 11. Trong một giai đoạn ngắn từ ngày 7 tháng 11 đến ngày 15 tháng 11, Ryūhō treo cờ hiệu của Tư lệnh Hạm Đội Lưu Động, Đô đốc Ozawa.
Vào ngày 31 tháng 12 năm 1944, Ryūhō khởi hành đi Đài Loan cùng một lô 58 chiếc máy bay kamikaze (tấn công cảm tử) Ohka. Đi cùng với nó là chín chiếc tàu chở dầu rỗng đi về hướng Singapore, cùng các tàu khu trục Hamakaze, Isokaze, Yukikaze, Shigure và Hatakaze.

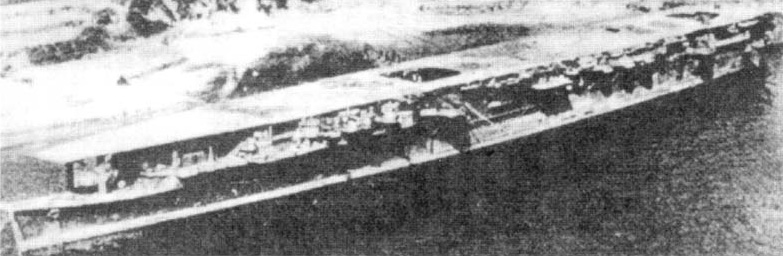
Tàu sân bay hạng nhẹ Ryūhō được máy bay Hải quân Mỹ chụp ảnh tại căn cứ Kure vào tháng 9 năm 1945, cho thấy các hư hỏng của thang nâng.

Sau khi đến được Đài Loan và bốc dỡ số máy bay chuyên chở, Ryūhō trở thành một trong những mục tiêu được nhắm đến của các đợt không kích lớn từ các tàu sân bay Mỹ thực hiện trên đảo này. Mười hai chiếc TBF Avenger đã tấn công nó nhưng không có quả bom nào trúng đích, trong khi các xạ thủ phòng không của chiếc Ryūhō đã bắn rơi được một chiếc. Ryūhō khởi hành quay về Nhật Bản ngày 12 tháng 1 năm 1945 dưới sự hộ tống của chiếc Isokaze; và về đến Kure ngày 18 tháng 1, Ryūhō một lần nữa được ghi nhận là chiếc tàu sân bay Nhật Bản cuối cùng mạo hiểm đi ra khỏi vùng biển Nhật Bản trong Thế Chiến II.
Ryūhō bị máy bay của Lực lượng Đặc nhiệm 58 tấn công vào ngày 19 tháng 3 gần Kure, bị đánh trúng ba quả bom 227 kg (500 lb) và hai rocket 140 mm (5,5 inch). Thiệt hại thật nặng nề: sàn đáp ở phần giữa hai thang nâng bị cong lên, nồi hơi số 1 bị thủng bởi một mảnh bom, đuôi tàu bị ngập 2 m (6 ft) dưới nước, và một đám cháy dữ dội bộc phát. Hai mươi thành viên thủy thủ đoàn thiệt mạng cùng 30 người khác bị thương. Khi quay trở về Kure vào ngày 1 tháng 4, Ryūhō được xem như hoàn toàn vô dụng. Nó được xóa khỏi đăng bạ Hải quân vào ngày 30 tháng 1 và bị tháo dỡ vào năm 1946.

## Danh sách thuyền trưởng
Tàu tiếp liệu tàu ngầm
- Tamazo Sugikara (Sĩ quan trang bị trưởng): 20 tháng 10 năm 1933 - 23 tháng 3 năm 1934
- Tamazo Sugikara: 23 tháng 3 năm 1934 - 15 tháng 11 năm 1934
- Sanjiro Takasu: 15 tháng 11 năm 1934 - 16 tháng 11 năm 1936
- Shinichi Moizumi: 16 tháng 11 năm 1936 - 1 tháng 12 năm 1936
- Chugo Minowa: 1 tháng 12 năm 1936 - 15 tháng 11 năm 1937
- Tokuji Mori: 15 tháng 11 năm 1937 - 25 tháng 5 năm 1938
- Ryuji Nakazato: 25 tháng 5 năm 1938 - 15 tháng 12 năm 1938
- Kaku Harada: 15 tháng 12 năm 1938 - 15 tháng 11 năm 1939
- Motoji Nakamura: 15 tháng 11 năm 1939 - 10 tháng 4 năm 1941

Tàu sân bay hạng nhẹ
- Tamesaburo Okura (Sĩ quan trang bị trưởng): 10 tháng 4 năm 1941 - 20 tháng 10 năm 1941
- Tatsuo Kiyama (Sĩ quan trang bị trưởng): 20 tháng 12 năm 1941 - 23 tháng 4 năm 1942
- Shinshiro Soma (Sĩ quan trang bị trưởng): 23 tháng 4 năm 1942 - 1 tháng 11 năm 1942
- Yoshio Kamei (Sĩ quan trang bị trưởng): 1 tháng 11 năm 1942 - 30 tháng 11 năm 1942
- Yoshio Kamei: 30 tháng 11 năm 1942 - 16 tháng 3 năm 1944
- Yoshi Matsuura: 16 tháng 3 năm 1944 - 20 tháng 1 năm 1945
- Chojuro Takahashi: 20 tháng 1 năm 1945 - 20 tháng 4 năm 1945
- Kiyoharu Sasaki: 20 tháng 4 năm 1945 - 15 tháng 8 năm 1945